# 안필립
안필립(安必立, 영어: Philip Ahn, 1905년 3월 29일 ~ 1978년 2월 28일)은 미국의 한국계 영화배우로 도산 안창호의 큰아들이다.
안필립의 어머니 헬렌 리(Helen Lee, 한국명: 이혜련(1884~1969)는 1902년에 남편인 독립운동가 도산 안창호와 함께, 한국인 부부로서는 처음으로, 한국인 여성으로서는 두 번째로 미국으로 이민을 갔다. 안필립은 캘리포니아주 하일랜드 파크(Highland Park)에서 맏아들로 태어났으며, 처음으로 한국인 부모에 의해 미국에서 태어난 사람으로 여겨진다. 그의 이름은 할리우드 명예의 거리에 있다.
안필립의 동생 안필선(필슨 안, Philson Ahn)도 영화배우였다. 여동생은 미국 전 해군 장교인 안수산이다.

## 출연작
- 와셀 박사의 이야기
- 퍼플 하트
- 5개의 무덤
- 용의 자손
- 백 투 바탄
- 《클론다이크 애니》 (1936)
- 모정